# Бухалово (Гадячский район)
Бабаевск — село,
Краснолукский сельский совет,
Гадячский район,
Полтавская область,
Украина.
Код КОАТУУ — 5320483602. Население по переписи 2001 года составляло 172 человека.

## Географическое положение
Село Бухалово находится в 5-и км от правого берега реки Грунь.
На расстоянии в 1 км расположено село Калиновщина, в 2-х км — село Глубокая Долина.
По селу протекает пересыхающий ручей с запрудой.
Рядом проходит автомобильная дорога Т-1904.

## История
- 1859 — дата основания.